# NGC 582
NGC 582 је спирална галаксија у сазвежђу Троугао која се налази на NGC листи објеката дубоког неба.
Деклинација објекта је + 33° 28' 32" а ректасцензија 1h 31m 58,2s. Привидна величина (магнитуда) објекта NGC 582 износи 13,3 а фотографска магнитуда 14,1. Налази се на удаљености од 59,052 милиона парсека од Сунца. NGC 582 је још познат и под ознакама UGC 1094, MCG 5-4-65, CGCG 502-105, IRAS 01291+3313, PGC 5702.